# Relacija ekvipolence
Relacija ekvipolence v matematiki je relacija ~ med enako močnima množicama A in B. Ta relacija je tudi ekvivalenčna relacija, saj veljajo za poljubne množice A, B in C lastnosti: 
1. A ~ A (Zakon o povratnosti (refleksivnosti).
2. Iz A ~ B sledi B ~ A (Zakon o vzajemnosti (simetričnosti)).
3. Iz A ~ B in B ~ C sledi A ~ C (Zakon o prehodnosti (tranzitivnosti)).